# Nieuwe Synagoge (Koningsbergen)

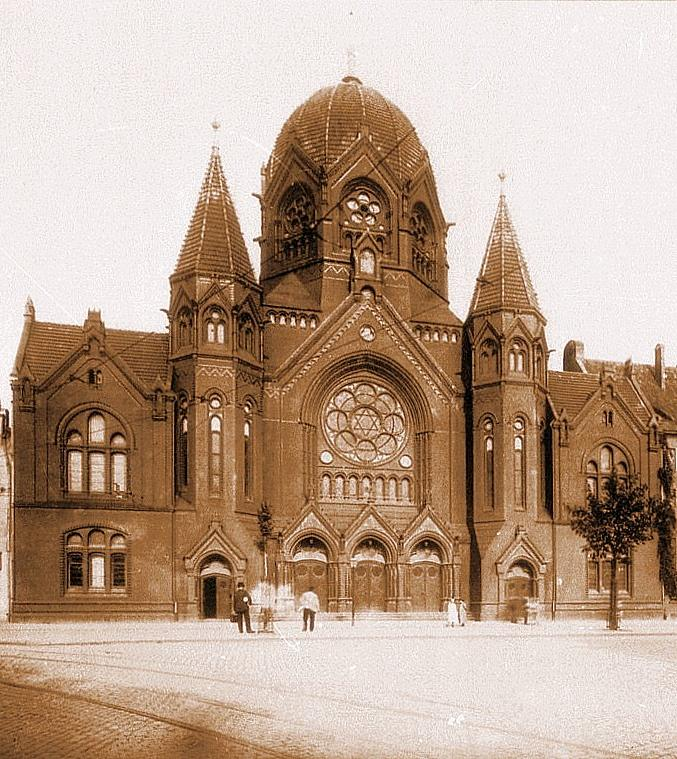
Nieuwe Synagoge Königsberg

De Nieuwe synagoge van Koningsbergen was de derde en grootste synagoge van Koningsbergen, Pruisen.
Het ontwerp kwam van het Berlijnse architectenbureau Cremer & Wolffenstein. Er werd in 1892 begonnen met de bouw, die in 1896 werd voltooid. De synagoge heette Neue Liberale Synagoge Königsberg.
In 1938 werd het gebouw volledig verwoest tijdens de Kristallnacht. Aan de muur van het aangrenzende joodse weeshuis, dat bewaard gebleven is, bevindt zich een gedenksteen die aan de synagoge herinnert.
In 2011 werden plannen bekendgemaakt om de synagoge op dezelfde plaats herop te bouwen zoals ze oorspronkelijk was. In 2016 werd begonnen met de bouw, de buitenkant was voltooid in 2018. Precies tachtig jaar na de verwoesting werd het gebouw heropend. De synagoge blijft de oude naam behouden en wordt dus niet aangeduid met Synagoge van Kaliningrad.